# Il più bel regalo di Natale
Il più bel regalo di Natale (The Ultimate Christmas Present) è un film per la televisione del 2000. In Italia, il film è andato in onda in chiaro su Canale 5 il 7 gennaio 2011, registrando uno share pari al 10,19% e 569.000 telespettatori.

## Trama
Allie Thompson e Samantha Kwan sono due amiche del cuore che un giorno trovano una macchina appartenente a Babbo Natale in grado di cambiare le condizioni meteorologiche in un attimo e così la usano per far arrivare la neve a Los Angeles visto l'avvicinarsi delle vacanze di Natale. La neve inizialmente sembra essere uno spasso, finché non comincia a diventare fitta e a raggiungere anche altre città, prima tra tutte San Francisco, causando non pochi guai. Il papà di Allie infatti, di ritorno a casa, non riuscirà probabilmente a tornare dalla sua famiglia proprio a causa del maltempo. Come se non fosse abbastanza, un meteorologo vuole a tutti i costi impossessarsi di questa macchina solo per avere più ascolti, ma dovrà opporsi alle due ragazze e a Babbo Natale.

## Cast
- Hallee Hirsh - Allison Rachel "Allie" Thompson
- Brenda Song - Samantha Elizabeth "Sam" Kwan
- Hallie Todd - Michelle Thompson
- Spencer Breslin - Joey Thompson
- Greg Kean - Steve Thompson
- John B. Lowe - Santa Claus
- John Salley - Crumpet
- Bill Fagerbakke - Sparky
- Peter Scolari - Edwin Hadley
- Jason Schombing - Mr. Martino
- Tiffany Desrosiers - Tina